# Oribotritia lepteces
Oribotritia lepteces är en kvalsterart som beskrevs av Niedbala, Corpuz-Raros och Gruèzo 2006. Oribotritia lepteces ingår i släktet Oribotritia och familjen Oribotritiidae. Inga underarter finns listade i Catalogue of Life.